# Jack Lisowski
Jack Lisowski (Cheltenham, 25 de junio de 1991) es un jugador de snooker inglés.

## Biografía
Nació en la ciudad inglesa de Cheltenham en 1991. Es jugador profesional de snooker desde 2010. Aunque hasta la fecha no ha conseguido proclamarse campeón de ningún torneo de ranking, sí ha sido subcampeón en seis ocasiones; a saber: el Masters de Riga de 2018, el Abierto de China de 2019, el Abierto de Escocia de 2019, el World Grand Prix de 2020, el Masters de Alemania de 2021 y el Abierto de Gibraltar de ese mismo año. Logró, asimismo, tejer una tacada máxima en la previa clasificatoria del Campeonato del Reino Unido de 2012.